# Vals licht (roman)
 Vals Licht  is de derde roman van de Nederlandse schrijver Joost Zwagerman uit 1991. Het boek is verfilmd door Theo van Gogh. Het kreeg een nominatie voor de AKO-literatuurprijs 1992.

## Perspectief
Het verhaal wordt verteld vanuit de hoofdpersoon Simon Prins.

## Hoofdpersonen
De vier hoofdpersonen zijn:
- Simon Prins. Enig kind, opgegroeid in Alkmaar. Op zijn 15e wordt hij door een schoolgenoot valselijk beschuldigd van het bezoeken van een raamprostituee. Nadat hij zijn middelbare school heeft afgemaakt verhuist hij naar Amsterdam, en studeert hij daar Nederlands. In Amsterdam bezoekt hij heel vaak prostituees.
- Lizzie Rosenfeld. Enig kind, opgegroeid met twee ouders die haar verwaarlozen en mishandelen. Ze loopt op 17-jarige leeftijd weg van huis en komt in het opvangcircuit. Daar leert ze Jasper kennen, met wie ze trouwt. Vervolgens wordt ze na zijn aandringen prostituee, o.a. in de raamprostitutie en als callgirl bij Yab Yum (bordeel).
- Jasper Venema. Inmiddels ex-echtgenoot van Lizzie, die hij na de officiële scheiding  stalkt. Hij mishandelt Lizzie op straat en vervolgens laat zij hem in elkaar slaan via de bedrijfsleider van Yab Yum. Jasper blijft Lizzie ook hierna stalken, en bedreigt haar met een vuurwapen.
- Wesley Coelre. Amsterdamse vriend van Lizzie na haar scheiding. Hij leent 9000 gulden van haar voor een fotostudio, en daarna stopt de relatie abrupt. Hij betaalt het geld echter netjes terug.

## Verhaal
Nadat Simon jarenlang routinematig prostituees had bezocht, was hij plots gestopt en beperkte hij zich tot wandelen langs de ramen. Hij ontmoet op straat een meisje dat hij erg intrigerend vindt, en ziet haar op een avond achter een raam zitten. Hij gaat bij haar naar binnen. Tijdens de geslachtsgemeenschap gedraagt ze zich anders dan andere prostituees die Simon bezocht heeft, en hij zelf ook: ze kijken elkaar aan. Na afloopt vertelt ze hem dat ze Lizzie heet. Ze krijgen een relatie en gaan samenwonen, pendelend tussen haar werkplek en hun kamers. Simon liegt tegenover familie en vrienden over zijn eerste kennismaking met Lizzie.
De titel Vals licht heeft betrekking op o.a. de kamer van Lizzie, die zij de 'onderwaterkamer' noemt: de muren zijn zeegroen geverfd, alle gordijnen zijn altijd dicht, en er is alleen kunstlicht. Simon merkt dat Lizzie steeds niet helemaal open en eerlijk is over haar verleden; ze verzwijgt dingen en blijkt soms ook onwaarheden te vertellen. Ook de lezer wordt zo steeds op het verkeerde been gezet. Simon ontdekt dat Lizzie onder behandeling is bij het Consultatiebureau voor Alcohol en Drugs (CAD). Lizzie vertelt hem dat ze verslaafd is geweest aan heroïne als middel om haar prostitutie dragelijk te maken. Later vertelt CAD-medewerker Martin van Doorn desgevraagd Simon dat Lizzie hoogstwaarschijnlijk nooit heroïne heeft gebruikt, maar de stoornis pseudologica fantastica heeft; ze liegt uit angst, en gelooft zelf in haar eigen leugens. Steeds weer draait het verhaal een andere kant op. Een mosgroene Opel gaat een steeds grotere rol spelen en Lizzie bekent in de tussenhandel van drugs te hebben gezeten via een Yab-Yum-contact. Dat liep verkeerd af.